# Faruk al-Scharaa

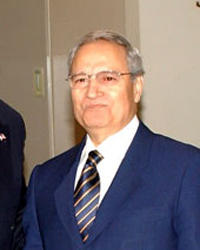
Faruk al-Scharaa

Faruk al-Scharaa (arabisch فاروق الشرع, DMG Fārūq aš-Šarʿ, französisch Farouk al-Chareh, * 10. Dezember 1938 in Darʿā) ist ein syrischer Politiker und Diplomat. Scharaa war ab 1984 syrischer Außenminister, von 2006 bis 2014 war er Vizepräsident Syriens.

## Leben
Als Vizepräsident ist Faruk al-Scharaa 2006 Zuhair Maschariqa gefolgt, der aus gesundheitlichen Gründen zurückgetreten war. Im Januar 2012 scheiterte ein Plan der Arabischen Liga (AL), gemäß dem die Befugnisse von Präsident Baschar al-Assad an Faruk al-Scharaa hätten übergeben werden sollen. Dagegen hatte sich unter anderem der Irak ausgesprochen. Der irakische Premier Nuri al-Maliki befürchtete, dass ein Sturz Assads in einem unversöhnlichen Kampf in Syrien münden werde. Mitglieder der irakischen Regierung hatten sich außerdem besorgt gezeigt, dass der Machtantritt eines Sunniten zu einem erneuten Aufstand in der westirakischen Provinz Anbar führen könnte. In Syrien war es landesweit zu Massendemonstrationen für Assad gekommen, wie Russlands staatliche Nachrichtenagentur RIA Novosti berichtete. Die Unterstützer des Präsidenten hätten in dem Plan eine „grobe Verletzung der syrischen Souveränität“ gesehen.
In einem Interview mit dem Sender al-Arabija am 18. August 2012 sagte ein Sprecher der FSA, dass Faruk al-Scharaa sich nach Jordanien abgesetzt habe. Die Regierung dementierte dies. Am 26. August trat Scharaa nach mehr als einem Monat wieder öffentlich auf. Er zeigte sich vor einer Sitzung mit einem iranischen Beamten in Damaskus. Am 8. Juli 2013 wurde die gesamte Führung der regierenden Baath-Partei entlassen, darunter auch al-Scharaa, der aber offiziell weiter als Vizepräsident fungierte.